# Zepkow
Zepkow è una frazione del comune di Eldetal nel Meclemburgo-Pomerania Anteriore, in Germania.
Appartiene al circondario della Terra dei Laghi del Meclemburgo ed è parte della comunità amministrativa (Amt) di Röbel-Müritz.
Il 26 maggio del 2019 è stato unito ai comuni di Grabow-Below, Wredenhagen e Massow per costituire il comune di Eldetal.